# Termitoscrofa
Termitoscrofa är ett släkte av tvåvingar. Termitoscrofa ingår i familjen puckelflugor.
Kladogram enligt Catalogue of Life:
| Termitoscrofa | \| \| Termitoscrofa brevis \| \| \| \| \| \| Termitoscrofa pinguissima \| \| \| \| |
|               | \| \| Termitoscrofa brevis \| \| \| \| \| \| Termitoscrofa pinguissima \| \| \| \| |
|               | Termitoscrofa brevis                                                               |
|               |                                                                                    |
|               | Termitoscrofa pinguissima                                                          |
|               |                                                                                    |